# 23896 Tatsuaki
23896 Tatsuaki è un asteroide della fascia principale. Scoperto nel 1998, presenta un'orbita caratterizzata da un semiasse maggiore pari a 2,9767396 UA e da un'eccentricità di 0,0429262, inclinata di 10,63763° rispetto all'eclittica.